# Elixia
Elixia — рід грибів родини Elixiaceae. Назва вперше опублікована 1997 року.

## Класифікація
До роду Elixia відносять 2 види:
- Elixia cretica
- Elixia flexella